# Metamorphosis (альбом Iron Butterfly)
Metamorphosis — четвёртый студийный альбом американской рок-группы Iron Butterfly, вышедший в 1970 году на лейбле Atco Records.

## Об альбоме
Хотя диск был не столь успешным, как предыдущий Ball, он занял 16-е место в американском хит-параде. Альбом был записан группой в качестве трио, так как ещё до записи Эрик Бранн покинул группу из-за разногласий и был заменён четырьмя сессионными гитаристами. Двое из них — Майк Пинера и Ларри «Рино» Рейнхардт (на обложке альбома был обозначен под псевдонимом Эль Рино) вскоре после его выхода стали официальными участниками Iron Butterfly. Альбом был выпущен не под именем Iron Butterfly, но под названием «Iron Butterfly With Pinera & Rhino» со ссылкой на двух вышеупомянутых гитаристов.
С альбома был выпущен сингл «Easy Rider (Let the Wind Pay the Way)», который сумел достичь 66 места в чарте Billboard, став вторым большим хитом группы после «In-A-Gadda-Da-Vida». Также альбом примечателен тем, что он стал одним из первых рок-альбомов, где был применён Talk box .

## Рецензии
| Оценки критиков | Оценки критиков |
| Источник        | Оценка          |
| --------------- | --------------- |
| Allmusic        | [ 4 ]           |

Рецензент Allmusic Стивен Томас Эрлевайн присвоил альбому Metamorphosis рейтинг в три из пяти звёзд. Он отметил, что «группа продолжила свои музыкальные поиски, добавив немного разнообразия в своём звучании». Также он отметил, что «именно разноплановость […] делает данный альбом интересным для прослушивания».

## Список композиций
1. «Free Flight» (Дуг Ингл/Рон Буши/Ли Дорман) — 0:40
2. «New Day» (Ингл/Буши/Дорман) — 3:08
3. «Shady Lady» (Ингл/Буши/Дорман/Роберт Эдмонсон) — 3:50
4. «Best Years of Our Life» (Ингл/Буши/Дорман) — 3:55
5. «Slower Than Guns» (Ингл/Буши/Дорман/Эдмонсон) — 3:37
6. «Stone Believer» (Ингл/Буши/Дорман) — 5:20
7. «Soldier in Our Town» (Ингл/Буши/Дорман/Эдмонсон) — 3:10
8. «Easy Rider (Let the Wind Pay the Way)» (Ингл/Буши/Дорман/Эдмонсон) — 3:06
9. «Butterfly Bleu» (Ингл/Буши/Дорман) — 14:03

## Синглы
Синглы, выпущенные в США
- «Easy Rider (Let the Wind Pay the Way)» b/w «Soldier in Our Town»
- «Stone Believer» b/w «Silly Sally» (Non-LP cut)

Синглы, выпущенные в других странах
- «Easy Rider (Let the Wind Pay the Way)» b/w «Soldier in Our Town»
- «New Day» b/w «Soldier in Our Town»
- «Best Years of Our Life» b/w «Shady Lady»
- «Silly Sally» b/w «Stone Believer»

## Позиции в чартах
Easy Rider (Let The Wind Pay The Way) — Billboard
| Год  | Чарт              | Позиция |
| ---- | ----------------- | ------- |
| 1970 | Billboard Singles | 66      |

## Участники записи
Iron Butterfly
- Дуг Ингл — вокал (кроме «Best Years of Our Life» и «Butterfly Bleu»), орган
- Ли Дорман — бас-гитара
- Рон Буши — ударные

Приглашенные музыканты
- Майк Пинера — гитара, вокал на «Shady Lady», «Best Years of Our Life», «Stone Believer», «Butterfly Bleu»
- Ларри «Рино» Рейнхардт — гитара
- Ричард Подолор[англ.] — ситар, двенадцатиструнная гитара
- Билл Купер — двенадцатиструнная гитара